# 田中一弘 (レーサー)
田中 一弘（たなか かずひろ、1970年7月4日 - ）は、日本のD1ドライバー。血液型はO型。普段はエアロパーツブランド「M-Sports」などを展開する自動車パーツメーカー「Mac」に勤務している。愛称は「カズちゃん」。

## 略歴
茨城県つくばみらい市に生まれる。高校時代、先輩が所有していたAE86に同乗したことがきっかけでドリフトに興味を持ち、運転免許取得後すぐにAE86を購入しドリフトを始める。
2001年からD1グランプリに参戦し、2003年には第2戦の備北ハイランドサーキットで初優勝。
熊久保信重、浅本昌俊と共にチームオレンジを結成。各地のサーキットなどで開催されるドリフトのデモランでは、熊久保とのツインドリフトを披露している。D1グランプリには2001年度は180SX、2002年度からはシルビア（S15）で参戦していたが、2005年の富士スピードウェイ戦からは熊久保と同様、インプレッサに変更。
2006年からチームオレンジに末永直登が加入。2006年第1戦アーウィンデールでは、3位表彰台に上がり、同じくアーウィンデールで開催された最終戦では、自身2勝目を飾った。
2009年シーズンをもってチームオレンジからの脱退が発表された。2010年はD1へ参戦しなかったが、2011年は風間オートのS15シルビアで参戦。2012年以降はエントリーしていない。

## エピソード
- チームオレンジからD1に参戦する前は、いかす走り屋チーム天国の地方大会や全国大会に茨城県代表チームの一員として出場。大会ではチーム員からの借り物車両で上位入賞をした経験もある。
- 勤務先のM-Sportsが販売、製造している商品はD1参戦選手の多くが装着し、チームメイトの熊久保や高山健司もこのエアロを使用している。
- トヨタ・マークII（GX71）をAT仕様のままドリフトさせていた時期がある[1]。
- 熊久保に誘われてラジドリを始めた[1]。
- 車以外の趣味では、中学生の頃から楽しんでいるバス釣りが好きとのこと。
- ミニバイクでの走りも得意。